# خاندان گامو
خاندان گامو (انگلیسی: Gamō clan) یک خاندان مسیحی ژاپنی بود که در دوره سنگوکو برجسته بود و ادعا می‌کرد که از خاندان فوجیوارا تبار است.